# Francisco Borges
Pour les articles homonymes, voir Borges.
Francisco Borges Lafinur est un colonel argentin né à Montevideo (Uruguay) en 1833 et mort à la bataille de La Verde en 1874. 
Il est le grand-père de Jorge Luis Borges qui lui a dédié un poème, Al coronel Francisco Borges.